# Клавок
Клавок (англ. Klawock, тлингит: Láwaak) — город в зоне переписи населения Принс-оф-Уэльс — Хайдер, штат Аляска, США. Население по данным переписи 2010 года составляло 755 человек, по оценке на 2014 год — 774 человека.

## История
Получил статус города 29 октября 1929 года.

## География
Расположен на западном побережье острова Принца Уэльского, в 11 км от города Крейг и в 90 км от города Кетчикан. Площадь города составляет 2,3 км², из них 1,5 км² — суша и 0,8 км² — водные поверхности.

## Население
По данным переписи 2000 года население города составляло 854 человека. Расовый состав: белые — 40,98 %; коренные американцы — 50,94 %; азиаты — 0,47 %; уроженцы островов Тихого океана — 0,12 %; представители других рас — 0,12 % и представители двух и более рас — 7,38 %. Латиноамериканцы любой расы составляли 1,41 % населения.
Из 313 домашних хозяйств в 36,1 % — воспитывали детей в возрасте до 18 лет, 49,2 % представляли собой совместно проживающие супружеские пары, в 10,2 % семей женщины проживали без мужей, 31,0 % не имели семьи. 25,9 % от общего числа семей на момент переписи жили самостоятельно, при этом 3,8 % составили одинокие пожилые люди в возрасте 65 лет и старше. В среднем домашнее хозяйство ведут 2,73 человек, а средний размер семьи — 3,25 человек.
Доля лиц в возрасте младше 18 лет — 30,1 %; лиц в возрасте от 18 до 24 лет — 7,4 %; от 25 до 44 лет — 29,9 %; от 45 до 64 лет — 26,1 % и лиц старше 65 лет — 6,6 %. Средний возраст населения — 34 года. На каждые 100 женщин приходится 124,1 мужчин; на каждые 100 женщин в возрасте старше 18 лет — 134,1 мужчин.
Средний доход на совместное хозяйство — $35 000; средний доход на семью — $38 839. Средний доход на душу населения — $14 621. Около 13,6 % семей и 14,3 % населения проживают за чертой бедности.
Динамика численности населения города по годам:
| 1930 | 1940 | 1950 | 1960 | 1970 | 1980 | 1990 | 2000 | 2010 |
| ---- | ---- | ---- | ---- | ---- | ---- | ---- | ---- | ---- |
| 437  | 455  | 404  | 251  | 213  | 318  | 722  | 854  | 755  |

## Транспорт
Близ Клавока расположены наземный аэропорт Клавок (ИАТА: KLW, ИКАО: PAKW, FAA LID: AKW) и гидроаэропорт Клавок (ИКАО: PAQC, FAA LID: AQC).